# Dermatopsis joergennielseni
Dermatopsis joergennielseni is een straalvinnige vissensoort uit de familie van naaldvissen (Bythitidae). De wetenschappelijke naam van de soort is voor het eerst geldig gepubliceerd in 2006 door Møller & Schwarzhans.
De soort komt voor in subtropische wateren voor de kust van Nieuw-Zeeland. De soort werd waargenomen op rotsachtige kusten op diepten tussen 5 en 17 m.
De soort wordt niet langer dan 6 cm.